# Mic drop

El entonces presidente de los Estados Unidos, Barack Obama, realizando un mic drop en el White House Correspondents' Dinner (2016).

Un mic drop (literalmente en español: «suelta del micrófono») es el gesto de dejar caer el micrófono al final de un discurso en señal de triunfo. Indica en tono algo humorístico una actitud de afirmación del valor de la propia actuación, negando con el gesto al mismo tiempo que cualquier otra intervención de un oponente mereciera una ulterior respuesta.

## Historia

### Orígenes
El gesto se hizo frecuente en la década de los ochenta, siendo usado por raperos y comediantes. En sus actuaciones, estos grupos —los raperos participando en «guerras de raps» y los comediantes enfrentándose a la figura del molesto espectador que se dedica a interrumpir— soltaban en algunas ocasiones el micrófono después de una frase particularmente efectiva. Indicaban así su confianza en que el oponente no podría replicarles con nada digno de respuesta. El primer mic drop de la historia parece que fue el de la actriz estadounidense Judy Garland en 1965, en The Ed Sullivan Show. Otro caso conocido el cual sucedió más tarde, lo protagonizó el también actor estadounidense Eddie Murphy en 1983, en el espectáculo Delirious.

### Actualidad
El gesto pasó a ser muy popular desde el año 2012. El por entonces presidente de los Estados Unidos, Barack Obama, realizó un mic drop en abril de aquel año, en el Late Night with Jimmy Fallon, convirtiéndolo en un meme. También, el 30 de abril de 2016 en una cena en el White House Correspondents' Association, Obama finalizó su discurso con las palabras «Obama out» («Obama fuera»; refiriéndose al final de su mandato), seguidas de un mic drop.